# Pterocheilus diversicolor
Pterocheilus diversicolor är en stekelart som beskrevs av Sievert Allen Rohwer 1911. Pterocheilus diversicolor ingår i släktet palpgetingar, och familjen Eumenidae. Inga underarter finns listade i Catalogue of Life.